# Комп'ютерна клавіатура
Комп'ютерна клавіатура — пристрій, що дозволяє користувачеві вводити інформацію в комп'ютер (пристрій введення). Це набір клавіш (кнопок), розташованих у певному порядку.

## Історія

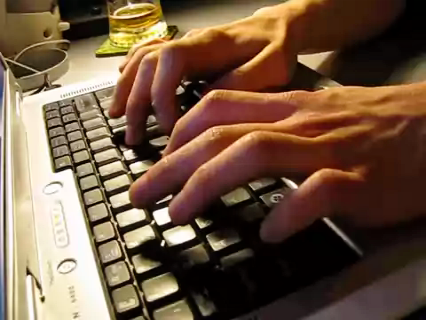
Натискання клавіш комп'ютерної клавіатури на ноутбуці

Сучасні клавіатури за розташуванням клавіш і за внутрішньою будовою схожі на клавіатури, поширювані в комплекті з IBM PC-сумісними комп'ютерами наступних серій:
- IBM PC;
- IBM PC / XT (XT-клавіатури; 83 або 84 клавіші[2]);
- IBM PC / AT (AT-клавіатури; 101 або 102 клавіші).
- Набори команд клавіатур XT і AT не сумісні. Деякий час випускалися клавіатури, що підтримують обидва набори; вибір набору здійснювався перемикачем «XT — AT» або «X — A».

Розташування клавіш на AT-клавіатурі відповідає розташуванню клавіш на друкарській машинці і підпорядковується єдиній загальноприйнятій схемі, спроєктованій для зручного набору символів англійського алфавіту.

## Групи клавіш

Клавіатура, що відповідає стандарту PC/AT. 104 клавіші розташовані згідно з розкладкою QWERTY

Клавіатура, що відповідає стандарту PC / AT. 104 клавіші розташовані згідно з розкладкою QWERTY
За своїм призначенням клавіші на клавіатурі умовно поділяються на шість груп:
- алфавітно-цифрові клавіші;
- клавіші-модифікатори;
- функціональні клавіші;
- клавіші керування курсором;
- клавіші цифрової панелі (англ. keypad)
- спеціалізовані клавіші.

За своїм призначенням всі клавіші поділяють на чотири поля.

### Алфавітно-цифровий блок (перше поле)
Деяка кількість (в PC/AT-клавіатурі — дванадцять) функціональних клавіш розташовані у верхньому ряду алфавітно-цифрового блоку клавіатури. Нижче розташовується блок алфавітно-цифрових клавіш. Праворуч від цього блоку знаходяться клавіші керування курсором, а біля правого краю клавіатури — цифрова панель, яка може випускатися знімною.
До алфавітно-цифрового блоку відносяться клавіші для введення літер, цифр, розділових знаків та символів основних арифметичних дій, а також спеціальних символів. У стандартній клавіатурі PC/AT цей блок включає 47 клавіш. Для деяких мов, де число букв в алфавіті більше ніж 26, виробники клавіатур випускають клавіатури з додатковими клавішами в алфавітно-цифровому блоці — наприклад, на клавіатурах для української мови (33 літери) їх уже 48 (див.: Українська розкладка клавіатури).
Клавіші алфавітно-цифрового блоку діляться за рядами і за зонами. Нижній ряд блоку знаходиться над клавішею «проміжок» та клавішами-модифікаторами Ctrl і Alt. Він вважається першим. Вище — другий, ще вище — третій. Найвищий ряд клавіш блоку — четвертий — в латинській розкладці QWERTY не містить клавіш для введення букв, але включає все клавіші введення цифр. З цієї причини його часто називають цифровим рядом.
Результат дії алфавітно-цифрових клавіш залежить від регістра (нижній або верхній) і рівня (перший або другий), в якому здійснюється натискання цих клавіш.
Перехід у режим введення великих літер здійснюється натискуванням клавіші CapsLock. При цьому загоряється індикатор CapsLock в правому верхньому куті клавіатури. Повторне натискування клавіші CapsLock переводить клавіатуру в режим введення малих літер (індикатор CapsLock при цьому гасне).
Натискання комбінації з двох клавіш здійснюється так: натиснути першу клавішу в комбінації і, не відпускаючи її, натиснути другу.

### Друге поле

Одна з модифікованих українських розкладок для Microsoft Windows

Друге поле містить 12 функціональних клавіш,F1 — F12, а також деякі управляючі клавіші. В разі натискування функціональних клавіш комп'ютер виконує дії, які визначаються програмою, що в цей час виконується на комп'ютері.

### Третє поле
Третє поле містить клавіші управління курсором дисплея. Натискування клавіш ←, →, ↑, ↓ зумовлює переміщення курсора на екрані дисплея на одне знакомісце відповідно ліворуч, праворуч, вгору, вниз. Натискування клавіші End звичайно призводить до переміщення курсора на кінець рядка, а клавіші Home — на початок рядка.

### Четверте поле
Четверте поле містить клавіші, які можна використовувати для набору цифр і знаків арифметичних операцій або управління курсором. Перехід до режиму введення цифр здійснюється в разі натискання клавіші NumLock (при цьому загоряється індикатор NumLock). Повторне натискання клавіші Num-Lock (індикатор NumLock при цьому гасне) переводить клавіші цього поля в режим управління курсором аналогічно клавішам третього поля.

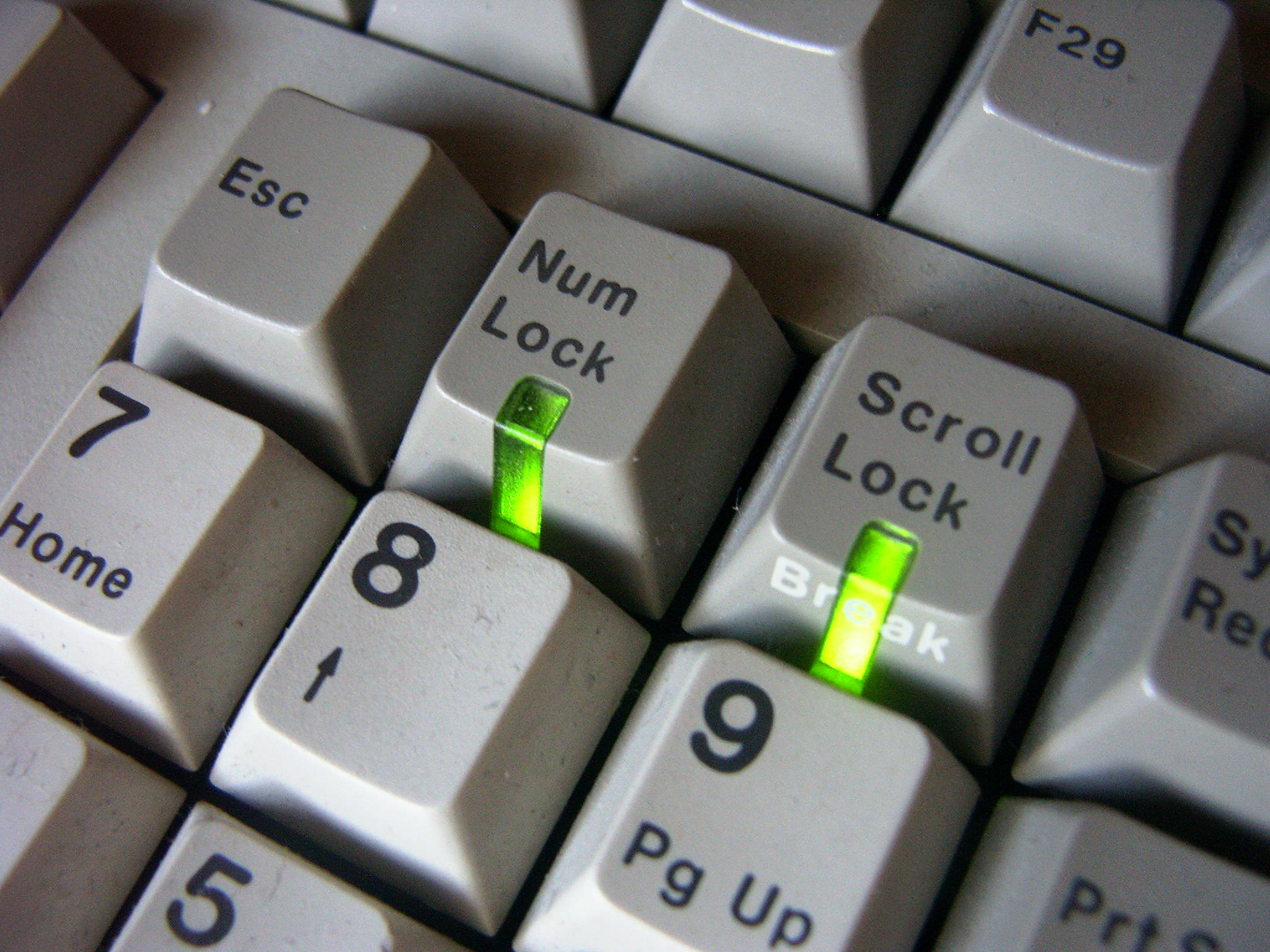
Клавіші з вбудованою світловою індикацією

### Клавіші керування ікомбінації клавішклавіатури

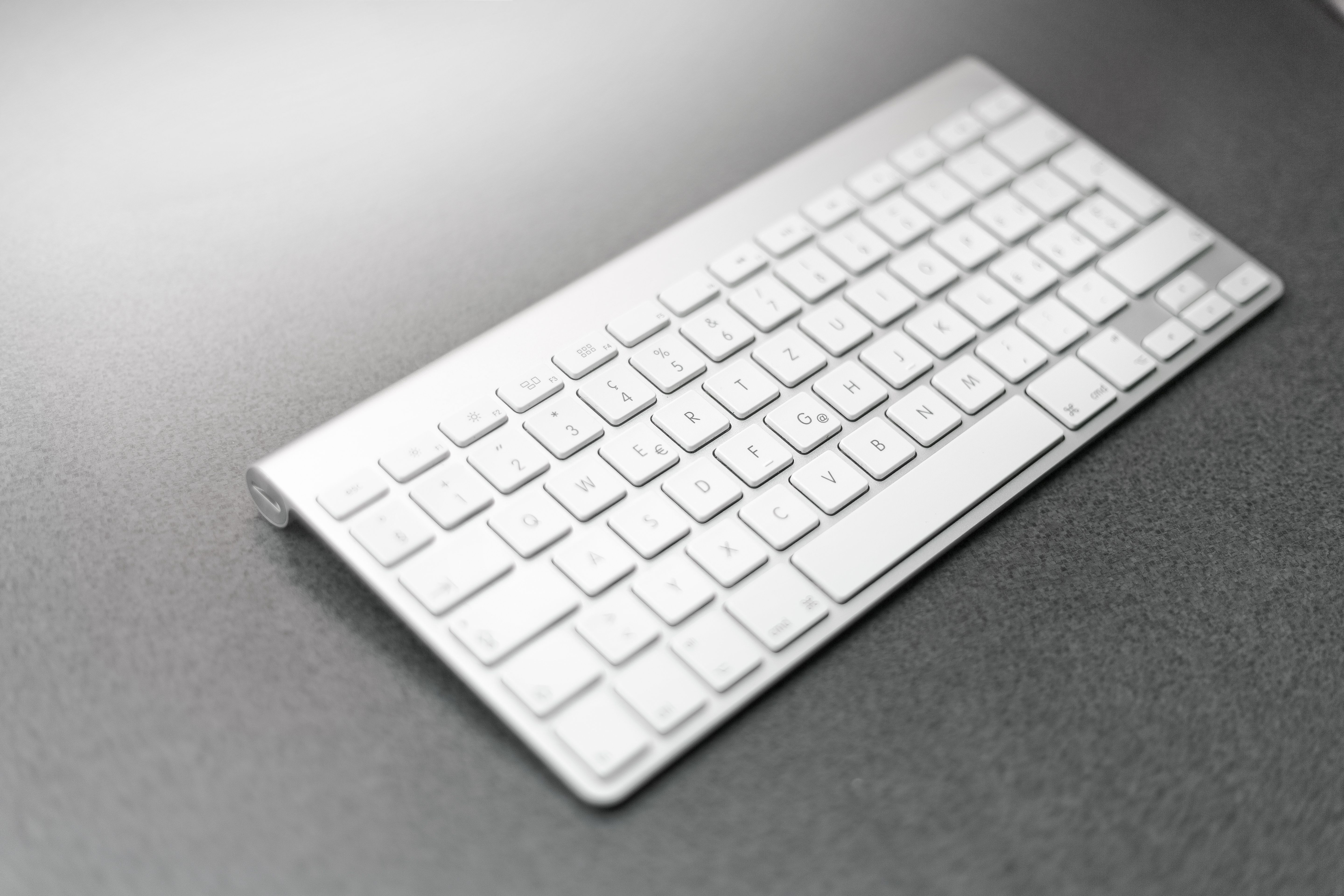
Бездротові клавіатури

- PgUp — сторінка вгору. Використовують у ситуаціях, зв'язаних з переглядом на екрані дисплея текстів, що займають більше ніж один екран (сторінку). Натискування клавіші PgUp зумовлює виведення на екран попередньої сторінки тексту;
- PgDn — сторінка вниз. При натискуванні цієї клавіші в режимі перегляду тексту на екран виводиться наступна сторінка тексту;
- Ins — перемикання клавіатури в режим вставки. В цьому режимі натискування клавіші будь-якої літери призводить до вставки цієї літери в позицію курсора. При цьому літери рядка, які розміщені з правого боку від курсора, зсуваються праворуч на одну позицію, звільняючи місце для літери, яка вставляється. Виключення режиму вставки здійснюється повторним натисненням клавіші Ins. У режимі заміни, натиснення алфавітно-цифрової клавіші призводить до заміщення літери в позиції курсора;
- Del — вилучення літери. Натискування цієї клавіші призводить до вилучення літери в позиції курсора і переміщенню тексту праворуч від курсора вліво на одну позицію;
- Tab ↹ — клавіша табуляції. Кожне натискування клавіші зумовлює переміщення курсора на вісім позицій праворуч;
- Back Space — назад. В разі натискання клавіші вилучається літера зліва від курсора і останній зміщується на одну позицію ліворуч;
- PrintScreen — знімок (друк) екрана. Якщо натиснути клавішу ⇧ Shift, а потім, не відпускаючи її, — клавішу Print Screen, то на принтер виводиться зображення екрана;
- Esc — вихід. Натискування цієї клавіші дозволяє відмовитись від яких-небудь розпочатих дій (наприклад, введення команди DOS), завершити роботу в якому-небудь режимі і повернутись до попереднього режиму;
- ↵ Enter — введення. Натискання цієї клавіші сприймається комп'ютером як вказівка розпочати виконання введеної команди. При введенні даних натискування клавіші ↵ Enter сприймається як вказівка завершити введення даних в цьому рядку і перейти до початку наступного рядка.

Керувальні клавіші Ctrl і Alt натискують у комбінації з іншими клавішами. В ПК при натискуванні комбінації клавіш можуть виконуватись різні дії залежно від встановленої операційної системи (ОС) та налаштувань, наприклад:

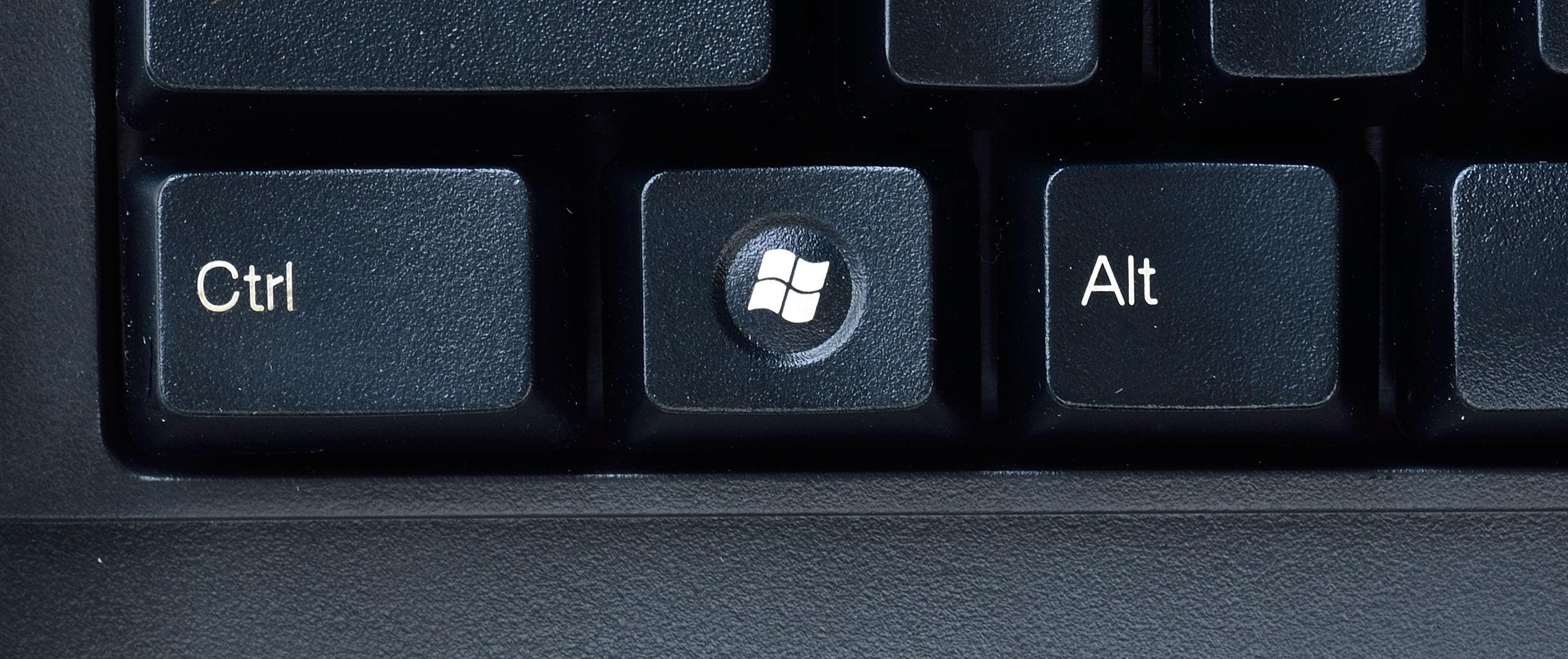
Клавіші «Ctrl», «Windows» і «Alt»

- Ctrl+Alt+Del — виклик диспетчера задач (в Microsoft Windows), або перезавантаження ПК (до завантаження ОС);

- Alt+F4 — вихід з програми;
- Alt+Esc — згорнути програму в панель завдань;
- Ctrl+X — переміщення виділеного фрагменту (вирізання);
- Ctrl+С — копіювання виділеного фрагменту;
- Ctrl+V — вставлення фрагмента;
- Ctrl+Z — скасувати;
- Ctrl+Y — повторити.

### Бездротові клавіатури
Бездротові клавіатури стали популярними. Бездротова клавіатура повинна мати вбудований передавач та приймач, під'єднаний до порту клавіатури комп’ютера; він зв'язується або за допомогою радіочастотних (RF), або інфрачервоних (IR) сигналів. Бездротова клавіатура може використовувати стандартний радіозв'язок Bluetooth, в цьому випадку приймач може бути вбудований у комп'ютер. Для бездротових клавіатур потрібні батареї для живлення, і вони можуть ризикувати прослуховуванням даних.
- Комп'ютерна миша
- Джойстик
- Пристрій введення
- Розкладка клавіатури